# Nyabuganga
Nyabuganga är ett vattendrag i Burundi.   Det ligger i provinsen Ngozi, i den norra delen av landet, 100 km nordost om huvudstaden Bujumbura.
Omgivningarna runt Nyabuganga är en mosaik av jordbruksmark och naturlig växtlighet. Runt Nyabuganga är det tätbefolkat, med 383 invånare per kvadratkilometer.